# Resolución 128 del Consejo de Seguridad de las Naciones Unidas
La resolución 120 del Consejo de Seguridad de las Naciones Unidas, aprobada el 11 de junio de 1958, después de haber escuchado declaraciones de la representación del Líbano referentes a la intromisión de la República Árabe Unida en los asuntos internos del Líbano, el Consejo decidió despachar un grupo de observación al Líbano para asegurar que ninguna infiltración ilegal de personal tráfico de armas u otro material estaba teniendo lugar en la frontera libanesa. El Consejo autorizó al Secretario General a tomar todas las medidas necesarias y solicitó al grupo de observación a mantenerlo informado mediante el Secretario General.
La resolución fue aprobada por 10 votos contra ninguno, con una abstención de la Unión Soviética.